# Жидков, Яков Иванович (купец)
Шаблон:Краткая биография
Яков Ива́нович Жи́дков (ок. 1686 — после 1730) — малороссийский казак, инициатор правительственной колонизации междуречья Волги и Иловли. В начале 1720-х годов, по «именному указу» Петра I, заложил несколько малороссийских слобод в Царицынском уезде, главной из которых стала будущая Дубовка.

## Биография
Родился в Новгороде-Северском, Левобережная Украина, около 1686 года. Проживал в Изюм, где проходил казачью военную службу, затем переселился в Царицын как бобыль. Здесь выступил с инициативой организовать переселение черкас (малороссов) за Царицынскую линию.

## Колонизационный проект

### Указ Петра I
В 1721 году Жидков направил предложение Астраханской администрации о заселении пустующих земель между Волгой, Иловлей и Пичугой. В 1722 году получил от Петра I дарованный «именной указ», разрешающий поселение «охочих людей»-малороссов.

### Основанные Жидковым слободы
С 1722 года под его руководством были основаны:
- Дубовка — крупнейшая и главная слобода, позднее ставшая административным центром уезда;
- Иловлинская (Тишанская) — на р. Иловля;
- Терсинская (Терса) — на р. Терса.

К 1725 году в этих трёх слободах насчитывалось около 155–160 дворов и не менее 363 душ мужского пола. По современной критике, фактическое население было больше, поскольку женщины не учитывались в переписях.

### Происхождение поселенцев
Основные переселенцы — выходцы из городов и слобод Левобережной Украины: Изюм, Умань, Сумы, Ахтырка, Харьков, Конотоп, Прилуки, Борисовка и др. Архивные сказки содержат подстрочные автоподписи, включая фамилию Жидкова.
Начиная с 1724 года в его слободы начали массово стекаться беглые великороссы — крепостные, солдаты, старообрядцы. Это вызвало резкое недовольство у властей. В 1728 году Верховный тайный совет приказал:
- уничтожить все посёлки,
- малороссов депортировать,
- беглых вернуть помещикам,
- Жидкова арестовать.

В 1730 году он был приговорён к битью кнутом и ссылке, но вскоре помилован указом Анны Иоанновны и возвращён в Изюмский слободской казачий полк.

## Значение
Дубовка постепенно превратилась из военного форпоста в значимый торгово-ремесленный центр, получив статус посада в 1785 году и статуса города в 1803 году.